# Channel 4
Channel 4 è un'emittente televisiva pubblica britannica. Trasmette in tutte le zone del Regno Unito e in Irlanda.

## Storia
Channel 4 è stato creato come servizio pubblico dalle direttive del Broadcasting Act 1980 e da un atto del parlamento (l'Annan Commitee) per dare un'alternativa a BBC e ITV dopo anni di scontro tra laburisti e conservatori sull'opportunità di dare una nuova concessione televisiva, e ha iniziato a trasmettere i suoi programmi il 2 novembre 1982. A differenza dei canali di servizio pubblico della BBC, Channel 4 pur essendo di proprietà pubblica non riceve alcun fondo pubblico. Tutti i suoi programmi sono finanziati dalle sue attività commerciali, compresa la pubblicità.
Originariamente Channel 4 era una sussidiaria della Independent Broadcasting Authority (IBA), mentre ora è sotto la proprietà e gestione di Channel Four Television Corporation, un ente pubblico istituito nel 1990 allo scopo ed entrato in vigore nel 1993, dopo l'abolizione dell'IBA.
Fa parte di Channel 4 anche il canale tv gallese S4C, che ha iniziato a trasmettere il giorno prima.

## Programmazione
Channel 4 è una publisher-broadcasting perché commissiona e acquista tutti i suoi programmi da società indipendenti, ed è stata la prima emittente a farlo. Ciò ha avuto come conseguenza il fatto che molte società di produzione non fossero più costrette e vendere i propri programmi solo alla ITV, anche se con il Broadcasting Act del 1990 anche le altre emittenti, come la BBC, devono far produrre a società esterne almeno il 25% dei propri programmi. Il requisito di trasmettere solo contenuti prodotti da società esterne è indicato nella sua licenza di trasmissione. Inoltre Channel 4 possiede i diritti di trasmissione e di distribuzione di molti programmi e format televisivi, anche se non sono prodotti da essa. La particolarità di questa rete fu di trasmettere molti programmi simili tra loro in blocchi, dei quali i più famosi furono Four-Mations, che trasmetteva film di animazione; T4, trasmesso il sabato dalle 9 alle 14 e durante i giorni delle vacanze scolastiche e la domenica sul canale minore E4 dalle 9 alle 17, con un target dai 16 ai 34 anni; Friday Night Comedy; 4Music; 4Later.
Nei suoi primi anni di trasmissione la rete trasmise in seconda serata un ciclo di film per adulti chiamato Red Triangle, dal triangolo rosso trasmesso in sovrimpressione in alto a destra dello schermo. Il telegiornale è prodotto dalla Independent Television News. A differenza della BBC e della ITV, Channel 4 non presenta variazioni regionali. Tra i programmi di Channel 4, la trasmissione Football Italia, interamente dedicata al calcio italiano e trasmessa dal 1992 al 2002; come spin-off della trasmissione fu fondato nel 1992 il magazine Calcio Italia.

### Programmi più visti
| Posizione | Programma               | Telespettatori (in milioni) | Data             |
| --------- | ----------------------- | --------------------------- | ---------------- |
| 1         | Big Brother             | 10.01                       | 26 luglio 2002   |
| 2         | Friends                 | 9.64                        | 28 maggio 2004   |
| 3         | Big Brother             | 8.98                        | 6 agosto 2004    |
| 4         | The Grand National 2013 | 8.98                        | 6 aprile 2013    |
| 5         | Big Fat Gypsy Weddings  | 8.80                        | 8 febbraio 2011  |
| 6         | Celebrity Big Brother   | 8.78                        | 19 gennaio 2007  |
| 7         | Big Brother             | 8.54                        | 26 luglio 2002   |
| 8         | Big Brother             | 8.20                        | 18 agosto 2006   |
| 9         | Big Fat Gypsy Weddings  | 8.05                        | 15 febbraio 2011 |
| 10        | Big Fat Gypsy Weddings  | 8.03                        | 1º febbraio 2011 |

## Organizzazione
Channel 4 è una rete televisiva di servizio pubblico. Deve trasmettere una programmazione di alta qualità ma anche alternativa, in particolare deve:
- dimostrare innovazione, sperimentazione e creatività nel formato e nel contenuto dei programmi;
- fare appello ai gusti e agli interessi di una società diversificata;
- contribuire in modo significativo a soddisfare le esigenze dei canali pubblici in materia di programmi educativi;
- avere una personalità distinta.

## Finanziamento
Channel 4 è una società senza scopo di lucro. È finanziata dalla pubblicità, come le televisioni commerciali, ma i ricavi della vendita della pubblicità possono essere spesi solo per i contenuti del canale e devono essere segnalati annualmente alla Ofcom. I ricavi dell'emittente provengono anche dalla vendita di format, da merchandising e da sponsor. Nel 2007, a causa di problemi economici, Channel 4 ha dovuto chiedere aiuti al governo per restare a galla. Lo Stato gli ha assegnato un credito speciale di 14 milioni di sterline, provenienti dai ricavi del canone televisivo pagato alla BBC. Da allora è sorto un dibattito riguardo al finanziamento di Channel 4, dove alcuni deputati del Partito Conservatore hanno proposto la privatizzazione del canale, mentre nel 2009 la Ofcom suggerì che la situazione dell'emittente fosse sostenibile con partnership, join venture o fusioni.